# Kunamaka
Kunamaka, ou The Big Royal Kunamaka Orchestra, est un groupe de rock alternatif français, originaire de Clermont-Ferrand. Le nom du groupe signifierait « moi manger toi avec du riz » en Hmongs, une ethnie du Laos. 
Leur style musical, qui alterne les passages en métal avec une rythmique plus calme, est influencé par des groupes très divers, tels que Mike Patton et ses Fantômas, Mr. Bungle, Peeping Tom, Radiohead ou encore System of a Down, Danny Elfman et les Elvis.

## Biographie
Tous les membres du groupe jouaient dans d'autres formations musicales avant Kunamaka. Lord Gomez chante, entre autres, dans des formations punks et death metal, par exemple Dee Lorelei. Les membres jouent tous d'un ou plusieurs instruments de musique, à l'exception du chanteur Lord Gomez : ainsi, pour Rage Against the Hibou, Lord Gomez a chanté les morceaux aux autres membres du groupe qui se sont chargés de la retranscription. En 2001, le groupe publie un premier EP, intitulé Santa Pignolo. En 2003, le groupe publie son premier album studio, Kunamaka.
Le groupe gagne rapidement un public dans la région clermontoise, mais effectue régulièrement des tournées dans toute la France et, depuis 2006, également à l'étranger. Kunamaka apparaît dans un documentaire musical intitulé La route est longue (2008), réalisé par Alexis Magand et Grégory Gomez, avec deux autres groupes : Kafka et Géraud. Le film suit pendant un an et demi la vie de ces trois groupes de rock. Toujours en 2008 sort leur deuxième album studio, Tales from the Dead.

## Style musical
Le style de Kunamaka est assez éclectique : le groupe n'hésite pas à mélanger rock, pop, salsa, valse, heavy metal, à du grindcore, du black metal ou du easy listening. Les phases calmes alternent avec des séquences plus rythmées et aux sonorités plus dures. Les paroles servent juste de support à la voix de Lord Gomez. Les morceaux sont d'abord enregistrés dans un charabia à consonance anglaise, puis un ami professeur d'anglais écrit des paroles en écoutant les intonations et en essayant de coller aux ambiances des morceaux.

## Discographie

### Albums studio
- 2003 : Kunamaka
- 2008 : Tales from the Dead
- 2011 : Kunamaka's Ladies

### Maxis et inédits
- 2003 : Santa Pignolo
- 2004 : Les inédits, les interdits que du méga-cool !!!
- 2005 : Les inédits, les interdits que du méga-cool !!! 2
- 2007 : The Monolythic Woman EP

### Démo
- 2002 : Legalize Cannibalism[5]